# Kleinothraupis calophrys
A Kleinothraupis calophrys a madarak osztályának verébalakúak (Passeriformes) rendjébe és a tangarafélék (Thraupidae) családjába tartozó faj.

## Rendszerezése
A fajt Philip Lutley Sclater és Osbert Salvin írták le 1876-ben, a Chlorospingus nembe Chlorospingus calophyrys néven. Egyes szervezetek a Hemispingus nembe sorolják  Hemispingus calophrys néven.

## Előfordulása
Dél-Amerikában, Bolívia és Peru területén, az Andok keleti részén honos. Természetes élőhelyei a szubtrópusi és trópusi hegyi esőerdők. Állandó, nem vonuló faj.

## Megjelenése
Testhossza 16 centiméter.

## Természetvédelmi helyzete
Az elterjedési területe kicsi, egyedszáma ugyan csökken, de még nem éri el a kritikus szintet. A Természetvédelmi Világszövetség Vörös listáján nem fenyegetett fajként szerepel.